# Pfadfinderhaus Lindersberg

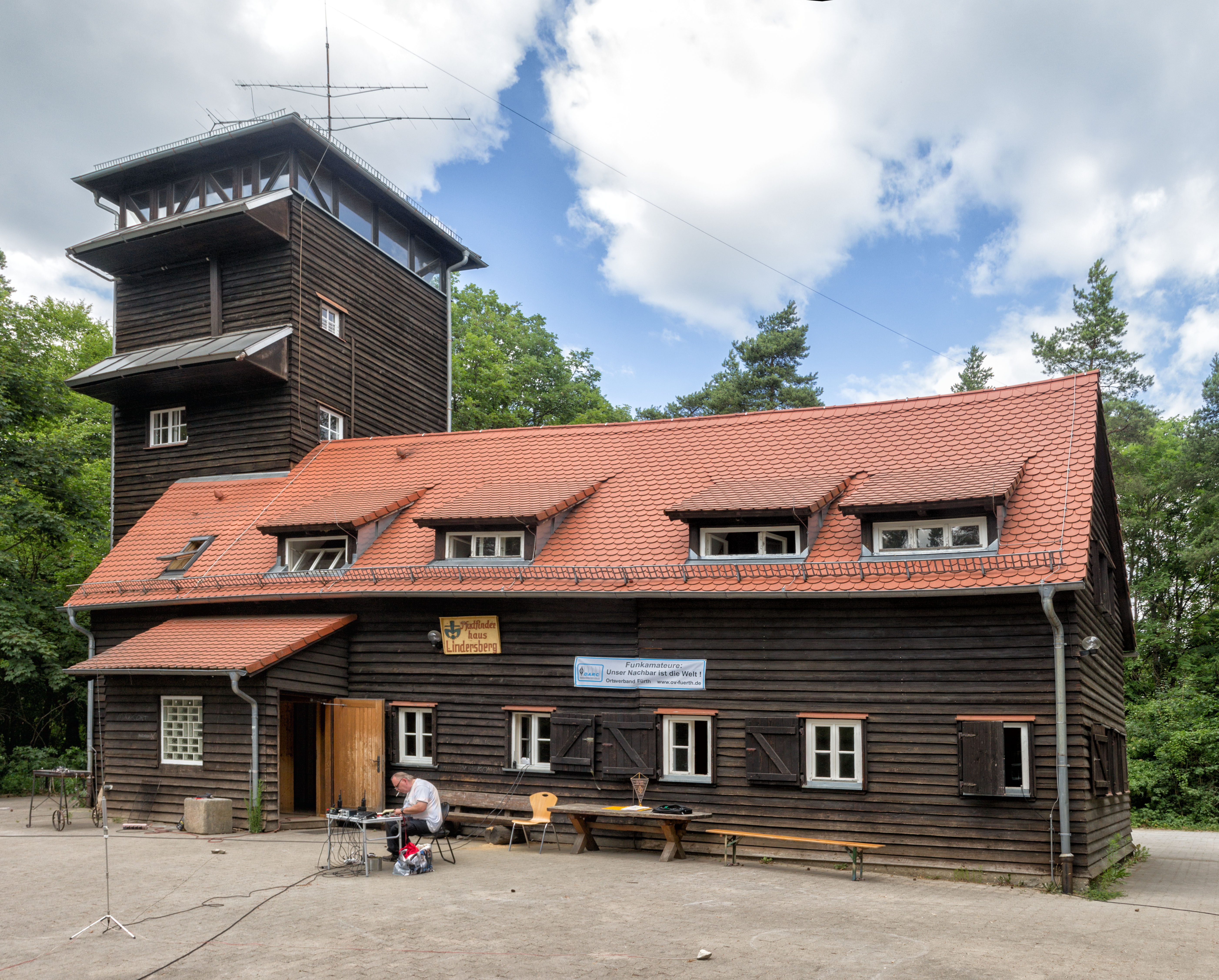
Pfadfinderhaus Lindersberg

Das Pfadfinderhaus Lindersberg ist ein Gästehaus bei Breitenbach, einem Gemeindeteil der oberfränkischen Stadt Ebermannstadt im Landkreis Forchheim in Bayern.

## Beschreibung
Das Pfadfinderhaus Lindersberg ist ein Selbstversorgerhaus, welches zur Jugendburg Burg Feuerstein gehört. Die Verwaltung des Hauses und des umliegenden Zeltplatzes erfolgt von der Deutschen Pfadfinderschaft Sankt Georg. Das ganzjährig geöffnete Haus bietet Platz für Gruppen mit bis zu 40 Personen.

## Geschichte
Der Name Lindersberg ist vermutlicherweise auf einen Hörfehler zurückzuführen. Tatsache ist jedenfalls, dass die Gemarkung dort Lindesberg heißt.
Es wurde während des Zweiten Weltkrieges errichtet und seitdem zweimal erweitert und mehrmals renoviert. Im Jahr 1941/1942 wurde die Burg Feuerstein als privates Forschungslaboratorium des Physikers Oskar Vierling erbaut. Das heutige Pfadfinderhaus, der „Kleine Feuerstein“, wurde für Funkversuche abseits vom Verkehr errichtet. Die Bauform wurde einer Burg mit Turm nachempfunden, um es dem Gesamtbild der Fränkischen Schweiz anzupassen.
Nach dem Krieg verlor das Gebäude seine Funktion und nach 1946 wurde der Abriss erwogen.
Später erwarb der Erzbischöfliche Stuhl das Gebäude und baute es mit Hilfe der Burg Feuerstein zum Treffpunkt und zur Bildungsstätte für die katholische Jugend aus. 1958 übernahm der heutige Eigentümer, die Landespfadfinderschaft Bamberg e. V., das Anwesen.
Im Turm befindet sich die erste Pfadfinder-Amateurfunkstation (Rufzeichen DK Ø BS).

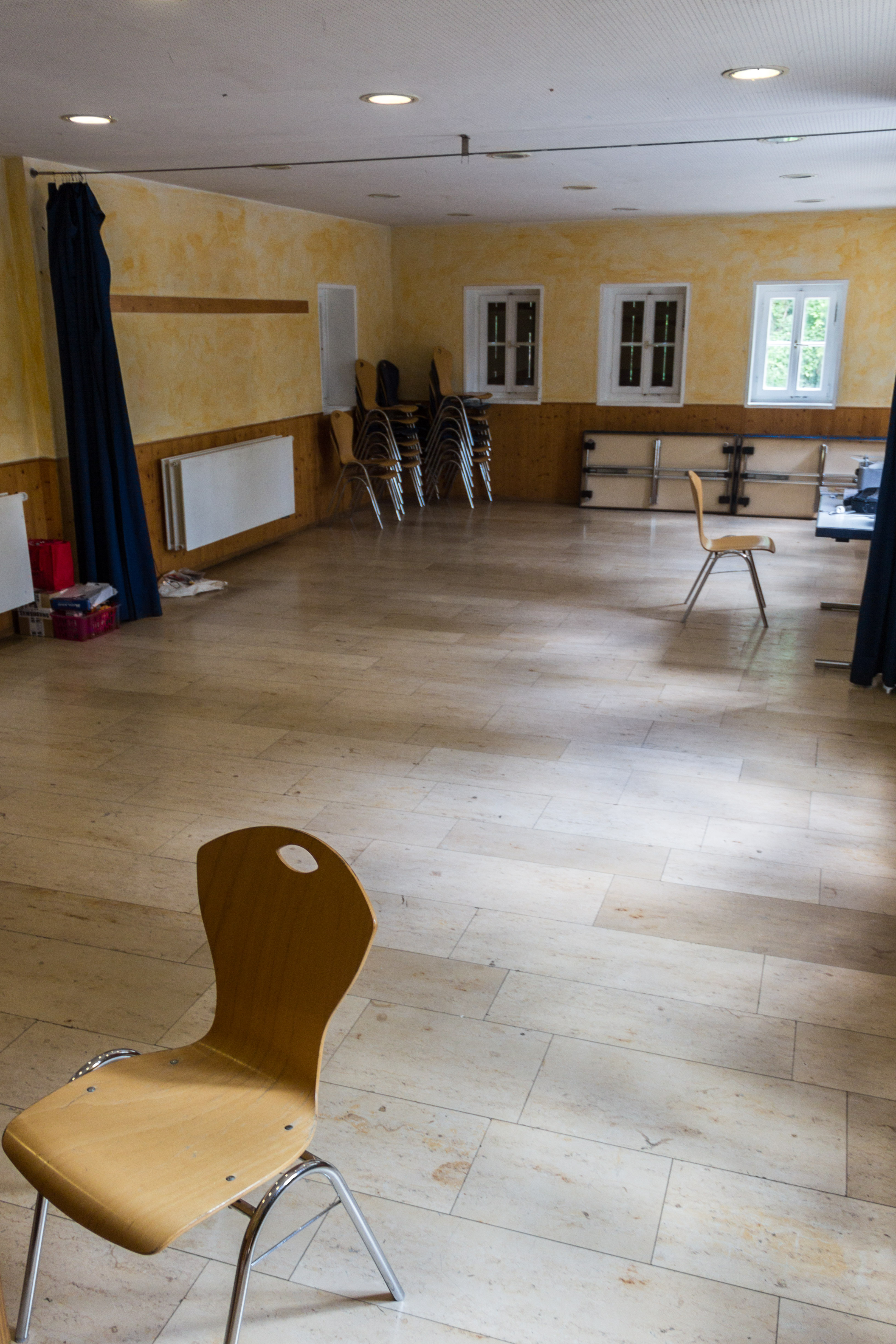
Gruppenraum im Erdgeschoss

Das Gebäude wurde umfassend saniert und wird heute neben den Pfadfindern auch von anderen Gruppen als Schulungs- und Freizeiteinrichtung genutzt.